# Tres Lagos
Tres Lagos es una localidad argentina en el Departamento Lago Argentino, provincia de Santa Cruz (Patagonia argentina).
Si bien los primeros pobladores se establecieron en el lugar en la segunda década del siglo XX, fue en 1937 cuando recibe el reconocimiento institucional como pueblo, fundándose oficialmente como localidad el 3 de agosto de 1973 (por ley provincial). Cada 3 de agosto se festeja el aniversario de la localidad.
Debe su nombre a la relativa cercanía de tres lagos: Lago Viedma, Lago Tar y Lago San Martín.

## Población
En 2010 contaba con 282 habitantes (Indec, 2010), de los cuales 114 eran mujeres y 168 hombres; lo que representaba un incremento del 51% frente a los 186 habitantes (Indec, 2001) del censo anterior. Para el censo 2022 la población se incrementó y arrojó 408 habitantes. Además, se registraron 195 viviendas.
| Gráfica de evolución demográfica de Tres Lagos entre 1991 y 2022 |
|                                                                  |
| Fuente: Censos nacionales del INDEC                              |

## Situación

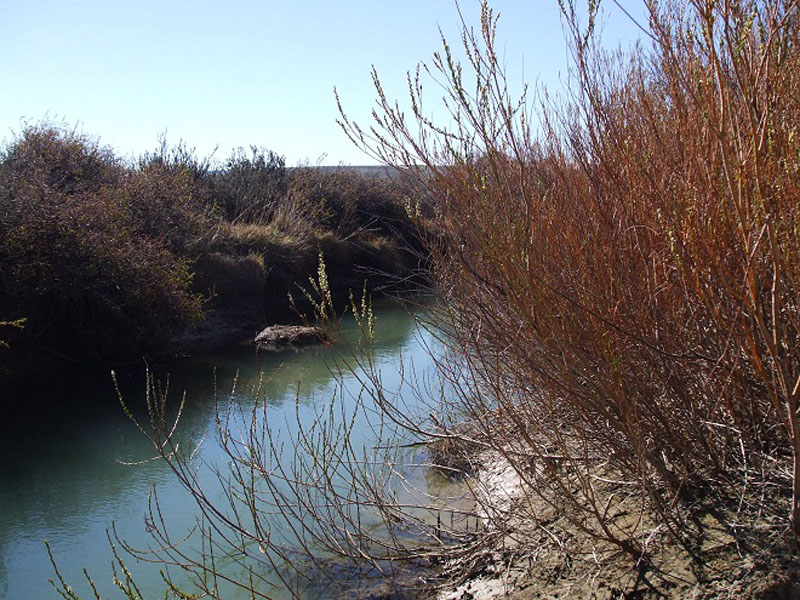
El río Chalía, a su paso por las cercanías de la población de Tres Lagos, provincia de Santa Cruz

El pueblo es limitado al norte por el río Chalía, y es atravesado por la Ruta Nacional 40, llamada avenida San Martín al pasar por la población. A unos dos kilómetros hacia el este del pueblo enlaza con la Ruta Nacional 288. Esta última lo vincula con Comandante Luis Piedrabuena, sobre la Ruta Nacional 3, con y  Puerto Santa Cruz (Océano Atlántico).
La Ruta Nacional 40 es la de mayor longitud en el país, ya que, siguiendo prácticamente la línea de la Cordillera de los Andes, recorre 5301 kilómetros desde el extremo sur, en Cabo Vírgenes (provincia de Santa Cruz), hasta su extremo norte, en el límite con Bolivia en la ciudad de La Quiaca (provincia de Jujuy), siendo, de hecho, el equivalente de la reconocida Ruta 66 (U.S. Route 66) de Estados Unidos
Un poco hacia el oeste surge la ruta provincial 31, corriendo de sur a norte, que vincula Tres Lagos con la laguna Shekaiken, el lago Tar (de aguas marrones, que lo diferencian de las aguas azul-verdosas de los otros lagos de la zona) y el lago San Martín (que se extiende en territorio chileno con el nombre de lago O'Higgins).

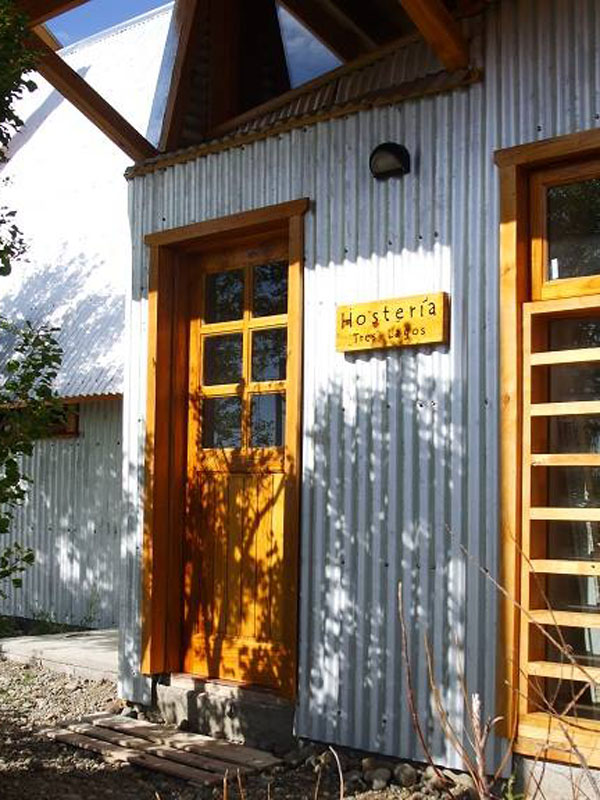
Hostería de Tres Lagos, una de las más recientes construcciones de la localidad santacruceña (diciembre 2014)

La población actual, de unas cuatrocientas personas, se integra con gente llegada de distintos lugares y otras residentes de muchos años. El crecimiento vegetativo es positivo, con buenas expectativas de crecimiento personal.
El número de residentes menores de 16 años es considerable e influye en la baja edad promedio de la población. Todos ellos están escolarizados, teniendo gran influencia en la comunidad los establecimientos educacionales públicos provinciales, que ofrecen buen nivel de desarrollo educativo. Entre otras actividades, tienen clases de computación y desarrollan actividades musicales.

## Historia
De origen ganadero, la localidad se encuentra enclavada en el corazón de los lagos del sur de la Patagonia argentina.
Desde antiguo este lugar fue utilizado por los aborígenes, por ser equidistante en el traslado de su ganado, para migrar a zonas más benévolas climáticamente.
Su origen como poblado se remonta a los primeros años del siglo XX, cuando los carros cargados de lana de las inmensas estancias existentes en la zona de lago Argentino, lago Viedma y lago San Martín, sobre la Cordillera de los Andes, se trasladaban a Comandante Luis Piedrabuena (en la Ruta Nacional 3, poco antes de Puerto Santa Cruz) y regresaban cargados de víveres.
Las enormes distancias, sumadas a la inexistencia de caminos y puentes, hacían que esa travesía llevara casi un mes de viaje. La necesidad de prestar facilidades de alojamiento y proveer de provisiones a los viajeros y forraje para los animales de tiro, hizo que comenzaran a formarse pequeños caseríos.
En 1925, Fausto Vallina se estableció con una herrería, dando origen al pueblo que, en principio, se denominó Piedra Clavada, por su proximidad con el monumento natural así denominado.
En 1937 recibió el reconocimiento institucional como pueblo, junto con la nueva denominación: Tres Lagos, relacionada con el cruce de caminos que llevan a los lagos Argentino, Viedma y San Martín. Se crean también la primera escuela, el Juzgado de Paz y una dependencia de la entonces policía territorial. Ya existía, además, una pulpería, propiedad de la familia Alquinta. Fue fundado oficialmente como localidad el 3 de agosto de 1973, por ley provincial.

## Heráldica

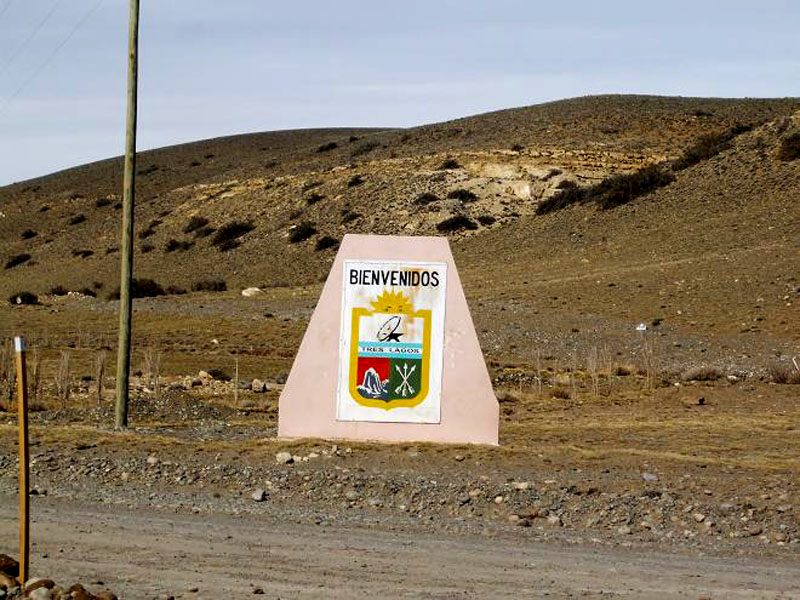
El escudo de la localidad en el acceso vial a la población.

La forma del escudo es cuadrilongo francés apuntado, con filiera de sable cortado y medio partido timbrado.
Trae en el primer cuartel tapiz de plata con una rueda de sable de doce radios y un yunque de lo mismo.
Trae en el segundo cuartel tapiz de gules cargado con montañas de su color cumbres nevadas de plata; a sus pies, de lo mismo.
Trae en el tercer cuartel tapiz de sable cargado con tres flechas de plata en posición de homenaje.
Ceñidor de plata cargado con un lema toponímico de letras capitales ariales de sable separa los cuarteles superior e inferiores.
Como ornamentos lleva un timbre de sol naciente figurado de oro, con once rayos rectos y flamígeros alternados de lo mismo.
Simbología
El sol, fuente de vida y fortaleza, alumbra el nacimiento de una pujante localidad.
La rueda y el yunque simbolizan su potencial industrial reciente.
El paisaje montañoso representa los picos andinos cercanos.
Las tres flechas, el homenaje a los pueblos indígenas originarios.

## Infraestructura y servicios

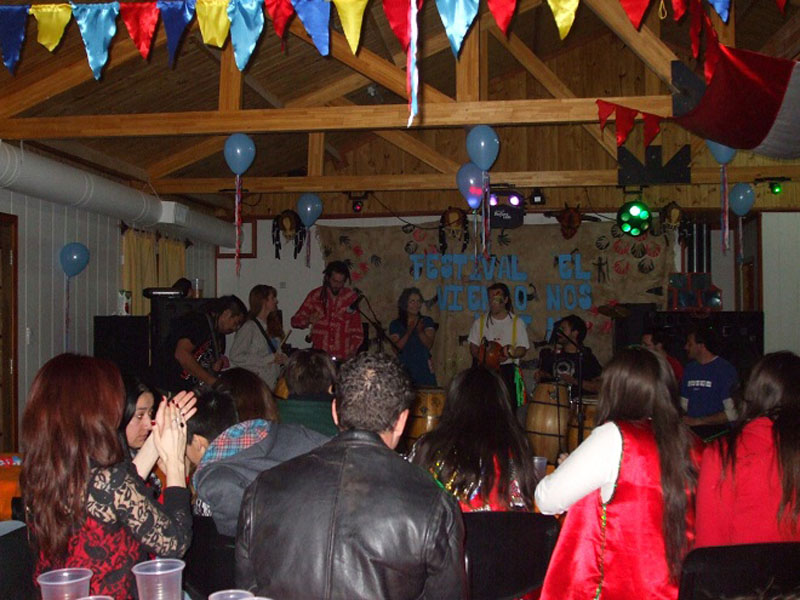
Fiesta en el salón de usos múltiples de la localidad de Tres Lagos (Santa Cruz)

El pueblo cuenta con equipamiento para satisfacer las necesidades de residentes y visitantes.
Entre sus comercios y servicios cuenta con panadería, carnicería, dos mercados, restaurante, rotisería y maxikiosco. Hay una estación de servicio de YPF sobre la Ruta Nacional 40, varias cabañas para alquiler, hostería y un camping comunal a orillas del río Chalía.
Tiene Comisión de Fomento (delegación del gobierno provincial, ya que no cuenta con municipio); una escuela primaria, la escuela provincial E.G.B. rural N.º 16 Reverendo Padre Federico Torres; un jardín de niños, el jardín de infantes N.º 27 Soberanía Nacional; un colegio secundario, el colegio provincial de educación polimodal N.º 30; una sala de primeros auxilios; Juzgado de Paz; oficina de correos; gimnasio; salón de usos múltiples; capilla; subcomisaría de la Policía de la Provincia de Santa Cruz y una seccional de la Gendarmería Nacional Argentina.
Cuenta con redes de electricidad; gas natural; agua corriente y servicios cloacales, con planta depuradora; telefonía por redes limitada, sin infraestructura para servicios de telefonía celular móvil; televisión satelital e Internet.

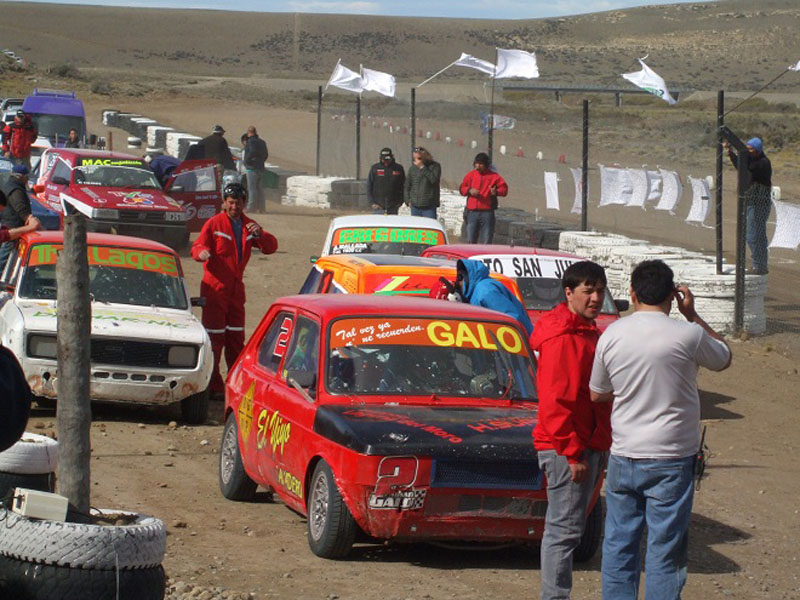
Carreras de automóviles en el circuito "Ramón del Carmen Barrientos", de Tres Lagos (Santa Cruz). Noviembre de 2014

Tres Lagos tiene un circuito para carreras de automóviles en categorías provinciales.
El río Chalía (o Shehuen), si bien no es caudaloso como el río Santa Cruz o el río La Leona, posee un flujo constante de agua durante todo el año, asegurando el aprovisionamiento.
La zona es árida, de estepa, y los lugares para visitar no están cerca de centros poblados, por lo que a los turistas se les recomienda llevar combustible, alimentos y agua.

## Fauna
En los alrededores pueden encontrarse los siguientes animales: huemul, liebre europea, liebre patagónica, zorro colorado, zorro gris patagónico, guanaco, zorrino y piche.
Las aves que pueden avistarse son: cóndor, águila mora, carancho, choique, tero, bandurria, cisne de cuello negro y flamenco.

## Flora
Predominan los pastos duros de estepa y tussoks tales como el naneo, coirón y choique mamuel. 
Hacia la zona cordillerana, la humedad favorece la existencia de bosques, correspondientes a la selva fría magallánica de fagáceas y coníferas (lenga, coihue, ñire, canelo, mañiú y abeto, este último alóctono).

## Clima
El clima es frío y seco, con una amplitud térmica anual no muy marcada. El promedio del mes de enero es de 13 °C, alcanzándose los 28 °C excepcionalmente. En julio el promedio es de 1 °C, con mínimas absolutas de -22 °C. La precipitaciones rondan los 200 mm anuales.

## Distancia y rutas

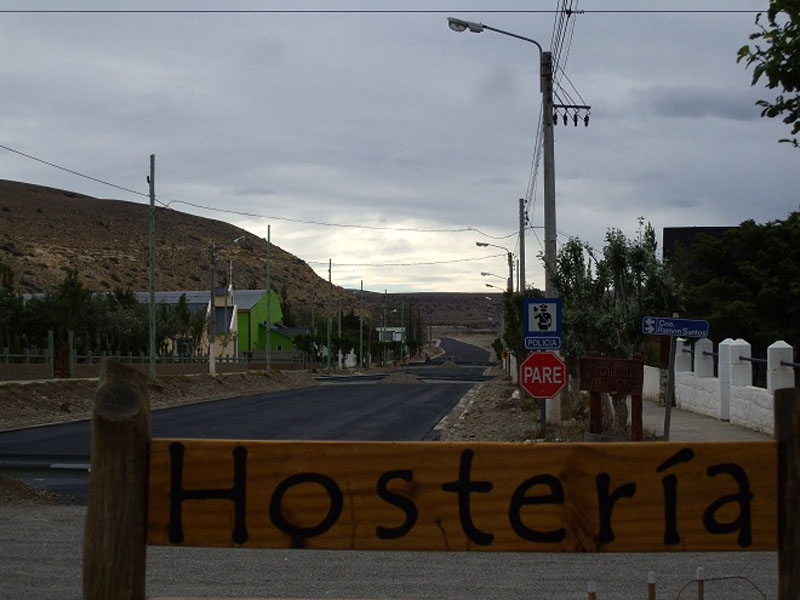
Obras de pavimentación en la avenida San Martín (RN 40), a su paso por la población de Tres Lagos.

Dista 132 km de El Chaltén, 165 km de El Calafate y 402 km de Río Gallegos.
Hacia el noreste, dista 175 km (por camino de ripio) de Gobernador Gregores.
Desde Buenos Aires (2503 km) se llega por Ruta Nacional 3 pasando por: Bahía Blanca, Trelew, Comodoro Rivadavia, tomando por Comandante Luis Piedrabuena y luego por Ruta Nacional 288 hasta Tres Lagos, en la intersección con la Ruta Nacional 40.

## Por vía aérea
Salen vuelos diarios desde el Aeroparque Jorge Newbery (Buenos Aires) y desde el Aeropuerto Internacional Ministro Pistarini (Ezeiza, Buenos Aires) hacia el Aeropuerto Internacional Comandante Armando Tola (Aeropuerto Internacional de El Calafate, IATA: FTE), situado a 23 km de El Calafate y 208 kilómetros de Tres Lagos. 
De allí se puede llegar a Tres Lagos en automóvil, existiendo servicios de taxi y alquiler de coches.